# Crossosomatales
Crossosomatales er en lille orden med nogle få familier.
| Familier |

- Akshale-familien (Stachyuraceae)
- Aphloiaceae
- Blærenød-familien (Staphyleaceae)
- Crossosomataceae
- Geissolomataceae
- Ixerbaceae
- Strasburgeriaceae